# 2014年亞洲運動會阿曼代表團
2014年第17屆亞洲運動會於2014年9月19日至10月4日在韓國仁川舉行.本條目列出阿曼運動員於本屆亞運會的表現。
奖牌榜：
| 名次 | 代表团 | 金牌 | 银牌 | 铜牌 | 总数 |
| ---- | ------ | ---- | ---- | ---- | ---- |
| ?    | 阿曼   |      |      |      |      |